# Стари српски архив
Стари српски архив (ССА) је стручни часопис, годишњак, у коме се на модеран, критички, начин издаје дипломатичка грађа српских земаља у средњем веку. Ово је први часопис који је у потпуности посвећен српској средњовековној дипломатици. Покренуо га је 2002. године академик Раде Михаљчић.
„Више од сто година дели нас од победе критичке школе у српској историографији. Међутим, победу критичке мисли није пратио организован рад на прикупљању и објављивању извора. Овај сложен и замашан посао код нас нису организовале најпознатије научне установе. Оно што се постигло на прилупљању и издавању извора претежно је резултат појединачних напора, индивидуалних постигнућа. А није се постигло много, бар када је реч о дипломатичкој грађи, најпоузданијим изворима.“ Овим речима академик Раде Михаљчић започео је своје уводно слово уз прву свеску Старог српског архива.
Све раније збирке старих српских исправа са гледишта савремене науке нису испуниле захтеве критичких издања, те стога не могу бити подлога за Српски дипломатар, за који је претходно неопходно критички обрадити и издати сваку исправу понаособ. Управо то је главни задатак Старог српског архива.
Како се већ деценијама припрема први део Српског дипломатара који ће обухватати период до краја владавине краља Милутина, Редакција Старог српског архива је одлучила да се пажња, пре свега, посвети исправама које су настале после 1321. године.
Стари српски архив начелно је подељен на две целине, прва целина носи наслов Дипломатичка грађа, a друга Прилози српском дипломатару и намењена је радовима из помоћних историјских наука на подлози српске дипломатичке грађе.
На крају сваке свеске штампа се текст под насловом Упутство за издавање исправа где су детаљно наведене смернице и начела приликом критичке обраде исправа, која је нужно да поштују сви сарадници часописа. Међу смерницама вреди истаћи: Кратак историјат исправе; Ранија издања; Текст исправе (на изворном језику); Превод на савремени језик; Дипломатичке особености, Установе и важнији појмови; Просопографски подаци; Топографски подаци; Обавезан снимак исправе. На почетку сваког прилога обавезан је резиме на матерњем језику и превод резимеа на један од светских језика.
Одговорни уредник часописа од оснивања је академик Раде Михаљчић, а од 2008. године и професор др Андрија Веселиновић као коуредник.
Редакцију часописа чине професори Универзитета у Београду: Андрија Веселиновић, Смиља Марјановић-Душанић, Раде Михаљчић, Синиша Мишић, Татјана Суботин-Голубовић, Ирена Шпадијер, а од 2006. године и Анатолиј Турилов са Руске академије наука, као инострани члан.
Рецензенти свих прилога који се објављују у часопису су академици Сима Ћирковић и Раде Михаљчић.
Секретар Редакције од оснивања до 2007. године био је Небојша Порчић, а од јесени 2007. Дејан Јечменица.
Часопис се реализује уз помоћ Министарства науке Републике Србије. Издавачи од оснивања су Филозофски факултет у Београду и Филозофски факултет у Бањој Луци, уз које се, зависно од године, као остали суиздавачи јављају : Историјски институт у Бањој Луци, Архив Србије у Београду, Међуопштински историјски архив у Ваљеву, Филозофски Факултет у Српском Сарајеву и Историјски архив у Чачку.
До сада је објављено шест свезака Старог српског архива, седма свеска је у штампи.

## Стари српски архив 1 (2002)
Дипломатичка грађа:
- Смиља Марјановић-Душанић, Повеља краља Милутина опатији Свете Марије Ратачке, 13-29.
- Небојша Порчић, Писмо краља Владислава II дубровачком кнезу и општини, 31-54.
- Синиша Мишић, Повеља краља стефана Уроша III Дечанског манастиру светог Николе Мрачког у Орехову, 55-68.
- Драгић Живојиновић, Хрисовуља цара Стефана Душана келији Светог Саве Јерусалимског у Кареји, 69-78.
- Јелена Мргић-Радојчић, Повеља бана Стјепана II Котроманића кнежевима Вуку и Павлу Вукасовићу, 79-92.
- Сима Ћирковић, Повеља деспота Јована Угљеше властелину Новаку Мрасоровићу, 93-98.
- Сима Ћирковић, Повеља креља Вукашина властелину Новаку Мрасоровићу, 99-102.
- Станоје Бојанин, Повеља цара Стефана Уроша којом потврђује дар великог војводе Николе Стањевића манастиру Хиландару, 103-115.
- Раде Михаљчић, Повеља краља Стефана Твртка I Котроманића кнезу и војводи Хрвоју Вукчићу Хрватинићу, 117-129.
- Андрија Веселиновић, Повеља деспота Стефана Лазаревића деспотици Евпраксији, 131-142

Прилози Српском дипломатару:
- Александар Соловјев, О потреби издавања српског дипломатара, 145-175.
- Ђорђе Бубало, О називу и времену настанка пописа имања Хтетовског манастира, 177-194.

## Стари српски архив 2 (2003)
Дипломатичка грађа:
- Небојша Порчић, Акт једног српског краља о разрешењу рачуна Дубровчанина Андрије Пештића, 11-19.
- Небојша Порчић, Акт краља Стефана Уроша III о разрешењу рачуна Дубровчанина Андрије Пештића, 21-28.
- Синиша Мишић, Хрисовуља краља Стефана Уроша III манастиру Хиландару, 29-40.
- Драгић Живојиновић, Повеља братског сабора манастира Хиландара о аделфатима за Карејску келију Светог Саве Јерусалимског, 41-54.
- Смиља Марјановић-Душанић, Хрисовуља краља Душана о даривању манастира Светог Николе Мрачког у Орехову манастиру Хиландару, 55-68.
- Срђан Рудић, Повеља бана Твртка Котроманића кнезу Влатку Вукосавићу, 69-83.
- Раде Михаљчић, Хрисовуља цара Уроша мелничком митрополиту Кирилу, 85-97.
- Ђорђе Бубало, Фалсификована повеља цара Уроша о Стонском доходку, 99-142.
- Марко Шуица, Повеља цара Уроша о замени поседа између кнеза Војислава и челника Мусе, 143-166.
- Јелена Мргић-Радојчић, Повеља бана Твртка кнезу Вукцу Хрватинићу, 167-184.
- Александра Фостиков, Писмо дубровачког кнеза и општине великом војводи Хрвоју Вукчићу Хрватинићу, 185-192.
- Андрија Веселиновић, Повеља деспота Стефана Лазаревића манастиру Милешеви, 193-202.

Прилози Српском дипломатару:
- Сима Ћирковић, Повеље кнеза Лазара и његова канцеларија, 207-215.
- Синиша Мишић, Рад Милоша Благојевића на хронолошким и другим проблемима српске дипломатике, 217-225.
- Жарко Вујошевић, Стари завет у аренгама повеља Стефана Душана, 227-247.

## Стари српски архив 3 (2004)
Споменица професора Симе Ћирковића
- Андрија Веселиновић, Професор Сима Ћирковић и рад на издавању извора, IX-XVIII.
- Ђорђе Бубало, Библиографија радова академика Симе Ћирковића, XIX-LXIII.

Дипломатичка грађа:
- Синиша Мишић, Хрисовуља краља Стефана Уроша III Хиландару о спору око међа Крушевске метохије, 3-17.
- Јелена Мргић-Радојчић, Повеља бана Стјепана II Котроманића великом кнезу Гргуру Стјепанићу, 19-33.
- Смиља Марјановић-Душанић, Повеља краља Стефана Душана старцу Јовану, 35-44.
- Жарко Вујошевић, Хрисовуља краља Стефана Душана манастиру Св. Петра и Павла на Лиму, 45-69.
- Раде Михаљчић, Мљетске повеље цара Уроша, 71-87.
- Драгић Живојиновић, Акт хиландарског братског сабора о давању келије Светог Саве Јерусалимског у Кареји царици Јелени, 89-105.
- Марко Шуица, Повеља кнеза Стефана Лазаревића којом се Хиландару прилаже црква Ваведења Богородичиног у Ибру,	107-123.
- Александра Фостиков, Писмо босанске краљице Јелене Грубе кнезу и општини дубровачкој и њихов одговор, 125-140.
- Срђан Рудић, Повеља краља Стефана Томаша синовима Иванца Јурчинића, 141-150.

Прилози Српском дипломатару:
- Смиља Марјановић-Душанић, О питању аутентичности повеља мрачког комплекса, 153-168.
- Ђорђе Бубало, О преписима повеље краља Уроша I храму Светог Николе у Хвосну, 169-183.

## Стари српски архив 4 (2005)
Споменица професора Милоша Благојевића
- Синиша Мишић, Професор Милош Благојевић и његов рад на српској дипломатици, XI-XVI.
- Јелена Мргић-Радојчић, Библиографија радова професора Милоша Благојевића, XVII-XXX.

Дипломатичка грађа:
- Владан Тријић, Повеља краља Стефана Уроша II Милутина манастиру Светих апостола на Лиму, 3-22.
- Драгић Живојиновић, Акт архиепископа Никодима I за келију Светог Саве Јерусалимског у Кареји, 23-50.
- Жарко Вујошевић, Повеља краља Стефана Душана цркви Светог Николе у Добрушти, 51-67.
- Смиља Марјановић-Душанић, Повеља краља Стефана Душана поклањању цркве Светог Николе у Врању манастиру Хиланадару, 69-85.
- Сима Ћирковић, Повеља цара Душана општини дубровачкој о исплати 200 перпера годишње цркви Светог Николе у Барију, 87-98.
- Јелена Мргић-Радојчић, Повеља бана Твртка Которманића којом потврђује баштинске поседе кнезу Влатку Вукославићу, 99-114.
- Јелена Мргић-Радојчић, Повеља бана Твртка Которманића којом даје „вјеру господску“ кнезу Влатку Вукославићу, 115-118.
- Станоје Бојанин, Повеља цара Стефана Душана о даровању села Лесковљане манастиру Хиландару, 119-134.
- Синиша Мишић, Хрисовуља цара Стефана Душана о поклањању цркве Светог Николе у Псачи манастиру Хиландару, 135-149.
- Раде Михаљчић, Хрисовуља цара Уроша манастиру Хиландару, 151-160.
- Сима Ћирковић, Повеља краља Вукашина Дубровнику којом потврђује повеље ранијих српских владара, 161-172.
- Срђан Рудић, Повеља краља Стефана Дабише кћерци Стани, 173-192.
- Александра Фостиков, Писмо дубровачког кнеза и општине босанској краљици Јелени Груби, 193-200.
- Александра Фостиков, Акт босанске краљице Јелене Грубе о разрешењу рачуна протовестијара Жоре Бокшића, 201-207.
- Нада Зечевић, Брачни уговор Леонарда III Токо и Милице Бранковић, 209-233.

Прилози Српском дипломатару:
- Смиља Марјановић-Душанић, О неким нерешеним питањима из повеље краља Стефана Душана за цркву Светог Николе у Врању, 237-248.

## Стари српски архив 5 (2006)
Дипломатичка грађа:
- Драгић Живојиновић, Интерполисана хрисовуља краља Милутина за Карејску келију Светог Саве Јерусалимског, 11-41.

- Сима Ћирковић, Повеља краља Стефана Уроша III Дечанског Дубровчанима из 1321. године, 43-49.
- Владан Тријић, Повеља краља Стефана Дечанског манастиру Светих апостола Петра и Павла на Лиму, 51-64.
- Синиша Мишић, Повеља краља Стефана Уроша III манастиру Хиландару, 65-81.
- Небојша Порчић, Повеља краља Стефана Душана Дубровчанима о царини слуге Дабижива, 83-98.
- Драгић Живојиновић, Хрисовуља цара Стефана Душана за Хиланадар о Лужачкој метохији, 99-113.
- Жарко Вујошевић, Хрисовуља цара Стефана Душана Хиландару о селу Потолину, 115-137.
- Раде Михаљчић, Хрисовуља цара Уроша манастиру Хиландару о дару калуђера Романа, 139-148
- Раде Поповић, Повеља бана Твртка I Котроманића Дубровнику о ослобађању од царина, 149-156.
- Срђан Рудић, Повеља краља Стефана Дабише браћи Семковић, 157-171.
- Александра Фостиков, Повеља краљице Јелене Дубровчанима о укидању царина у Маслинама и Сланом, 173-186.
- Александра Фостиков, Четири писма краљице Јелене Дубровачкој општини о босанским дохоцима, 187-205.
- Милош Антоновић, Оснивачка повеља Балше III Балшића манастиру Светог Николе на Прасквици, 207-227.
- Катарина Митровић, Повеља деспота Ђорђа Бранковића о прихватању ктиторства над Хиландаром, 229-239.

Прилози Српском дипломатару:
- Ђорђе Бубало, Средњовековни архив манастира Врањине (прилог реконструкцији), 243-276.
- Жарко Вујошевић, Дипломатика у XXI веку – резултати и перспективе (Конгрес Међународне комисије за дипломатику, Бон 2005), 277-290.

## Стари српски архив 6 (2007)
Дипломатичка грађа:
- Снежана Божанић, Повеља краља Милутина барској породици Жаретића, 11-17.
- Небојша Порчић, Повеља краља Стефана Дечанског Дубровчанима из 1326. године, 19-34.
- Раде Поповић, Повеља бана Стјепана II Котроманића о решавању спорова између Босне и Дубровника, 35-54.
- Смиља Марјановић-Душанић – Татјана Суботин-Голубовић, Повеља краља Стефана Душана о поклону цркве Св. Ђорђа и села Полошко манастиру Хиландару, 55-67.
- Ђорђе Бубало, Почетак треће Дечанске хрисовуље, 69-82.
- Драгић Живојиновић, Хрисовуља краља Стефана Душана Хрусијском пиргу о поклону села Гаидарохора, 83-101.
- Драгић Живојиновић, Простагма цара Стефана Душана хиландарском игуману Калинику, 103-111.
- Сима Ћирковић, Превод повеље цара Стефана Душана граду Скадру, 113-121.
- Невен Исаиловић, Повеља бана Твртка Котроманића Дубровчанима из 1355. године, 123-138.
- Невен Исаиловић, Повеља бана Твртка Котроманића Дубровчанима из 1356. године, 139-149.
- Раде Михаљчић – Ирена Шпадијер, Слово браће Бранковића манастиру Хиландару, 151-166.
- Срђан Рудић, Повеља краља Стефана Дабише Дубровнику, 167-182
- Синиша Мишић, Повеља војводе Радича Санковића Дубровнику, 183-199.
- Јелена Мргић, Писмо кнеза Драгише Дињичића кнезу Вукашину и војводи Вукмиру Златоносовићу, 201-207.
- Катарина Митровић, Повеља деспота Ђорђа, Јована и Ангелине Бранковић манастиру Светог Павла, 209-217.

Прилози Српском дипломатару:
Ђорђе Бубало, Два прилога о Дечанским хрисовуљама, 221-231.

## Стари српски архив 7 (2008)
Дипломатичка грађа:
- Небојша Порчић, Писма Немањићких владара Дубровчанима о подизању Светодмитарског доходка, 11-26.
- Дејан Јечменица, Писмо краља Стефана Уроша III о разрешењу рачуна Дубровчанина Паскоја Гучетића, 27-35.
- Дејан Јечменица, Разрешница краља Стефана Уроша III Дечанског за Дубровчанина Луку Лукаревића, 37-49.
- Јелена Мргић, Повеља бана Стјепана II Котроманића којом кнезу Вукославу Хрватинићу даје своју „вјеру господску“, 51-58.
- Драгић Живојиновић, Скопска хрисовуља цара Душана за келију Светог Саве Јерусалимског у Кареји (Хил. 31), 59-70.
- Драгић Живојиновић, Велика прилепска хрисовуља цара Стефана Душана Карејској келији Светог Саве (Хил. 149), 71-90.
- Станоје Бојанин, Повеља деспота Јована Угљеше о даривању села Акротир и катуна Зарвинце манастиру Хиландару, 91-98.
- Раде Поповић, Повеља бана Твртка којом потврђује повластице Дубровчанима, 99-112.
- Синиша Мишић, Повеља Бељака и Радича Санковића Дубровнику , 113-127.
- Александра Фостиков, Четири писма босанског краља Стефана Дабише дубровачкој општини о босанским дохоцима , 129-139.
- Александра Фостиков, Два документа босанског краља Стефана Дабише о разрешењу рачуна протовестијара Жоре Бокшића , 141-155.
- Срђан Рудић, Повеља Радича и Стефана Црнојевића Дубровнику , 157-161.
- Раде Михаљчић, Повеља краља Остоје којом потврђује раније даровнице Дубровнику, 163-173.
- Невен Исаиловић, Акредитивно писмо краља Стефана Томаша за посланика Николу Тесту, 175-186.
- Срђан Рудић, Повеља краља Стефана Томашевића којом одобрава да се у Босни користе дубровачки новци, 187-194.
- Катарина Митровић, Повеља деспотице Јелене Јакшић манастиру Хиландару, 196-203.

Прилози Српском дипломатару:
- Ђорђе Бубало, За ново, критичко издање трескавачких хрисовуља краља Душана, 207-229.
- Сима Ћирковић, Александар Младеновић, Повеље и писма деспота Стефана, 231-242.